# 中嶋聡彦
中嶋 聡彦（なかじま としひこ、1962年8月12日 - 2017年9月8日）は、日本の男性俳優、声優、音響監督。愛知県名古屋市出身。

## 来歴
中央大学卒業。
かつては賢プロダクション、劇団21世紀FOXに所属していた。
2006年3月、『ケモノヅメ』で音響監督デビュー、以降三間雅文率いる音響制作会社テクノサウンドに入社。以降、亡くなる直前まで『イナズマイレブンGO』シリーズ、『かみさまみならい ヒミツのここたま』（いずれもOLM制作）などアニメシリーズに音響監督を務めた。
2017年9月8日、東京都の病院で死去。55歳没。死因は明かされていないが、以前から闘病生活を続けていた。

## 人物
趣味は作曲、皿回し。特技はギター演奏。

## 後任
中嶋の死後、持ち役を引き継いだ人物は以下の通り。
| 後任           | 役名                 | 概要作品                 | 後任の初担当作品                           |
| -------------- | -------------------- | ------------------------ | ------------------------------------------ |
| 四宮豪         | 日向墨男             | 『忍たま乱太郎』         | 第25期テレビSP                             |
| ますおかたろう | 雲鬼                 | 『忍たま乱太郎』         | 第26期                                     |
| かぬか光明     | 西長洲本通九丁目     | 『忍たま乱太郎』         | 第26期                                     |
| 小川一樹       | 厚着太逸             | 『忍たま乱太郎』         | 第27期                                     |
| 茶風林         | 阿波の八衛門狸       | 『犬夜叉』               | 『半妖の夜叉姫』                           |
| 最上嗣生       | ブラン（おでん屋）   | 『かいけつゾロリ』       | 『もっと!まじめにふまじめ かいけつゾロリ』 |
| 峰晃弘         | カルロス             | 『カウボーイビバップ』   | 『カウボーイビバップ (テレビドラマ)』      |
| 田中美央       | コジロー・マードック | 『機動戦士ガンダムSEED』 | 『機動戦士ガンダムSEED FREEDOM』           |

## 出演

### テレビアニメ
1989年
- 機動警察パトレイバー（キャスター、祖父江の息子、TVの声、村人、レイバーの乗員B）
- ジャングル大帝（森の動物）
- らんま1/2（カウボーイ、TVの音、道場主 他） - 2シリーズ

1990年
- アイドル天使ようこそようこ（お供B）
- それいけ!アンパンマン（1990年 - 1995年、タケトンボマン〈初代〉、オオカビさん / オオカビ男〈初代〉、ソースくん〈初代〉、スフィンクス〈初代〉）

1991年
- OH!MYコンブ（ヒエヒエアイス）
- 楽しいムーミン一家（男 他）
- ちびまる子ちゃん（男の人B）
- 満ちてくる時のむこうに
- 燃えろ!トップストライカー（ボーレス）
- RPG伝説ヘポイ（山賊B）

1992年
- あしたへフリーキック（解説）
- 宇宙の騎士テッカマンブレード（キング隊長）
- カリメロ（ポポ、子分、店主）
- クッキングパパ（虹子の父、運転手、杉山、AD、露店のおじさん、風間 他）
- 21エモン（特許認可委員A）
- フランダースの犬 ぼくのパトラッシュ（男）
- 見ると強くなる 痛快!横綱アニメ ああ播磨灘（高松親方、津軽山、行司、伊藤、フクロの父 他）
- 横山光輝 三国志（曹仁）
- 笑ゥせぇるすまん

1993年
- クレヨンしんちゃん（1993年 - 1999年、入国審査官、春我部郵便局長、魚屋、オヤジ、弟分、大木バント）
- 剣勇伝説YAIBA（1993年 - 1994年、マンゲツ）
- ジャングルの王者ターちゃん♡（1993年 - 1994年、ギャラスキー、ミスターQ、ヒゲ隊長）
- 忍たま乱太郎（1993年 - 2017年、雲鬼〈2代目〉、西長洲本通九丁目〈初代〉、厚着先生〈2代目〉、日向先生〈初代〉 他）

1994年
- キャプテン翼J（吉良、カリメロ）
- ご近所物語（教師）
- 3丁目のタマ うちのタマ知りませんか?（大猫）
- ドラえもん（テレビ朝日版第1期）（1994年 - 2002年、中学生、町奴A、老人B、警察官A、店主、警察官）
- 覇王大系リューナイト（鍛冶屋、海賊A、邪竜兵）

1995年
- 空想科学世界ガリバーボーイ（マグマ大将）
- 恐竜冒険記ジュラトリッパー（バッキー）
- 鬼神童子ZENKI（河内七郎唯正、運転手、観光客、僧A、憑依の実）
- ストリートファイターII V（軍人、部下A、男、子分 他）

1996年
- 機動新世紀ガンダムX（ネラー、経済顧問）
- 機動戦艦ナデシコ（マッサカ将軍）
- スレイヤーズ シリーズ（1996年 - 1997年、手下1、甲板長、店主、牢番） - 2シリーズ
- 逮捕しちゃうぞ（近藤）
- 天空のエスカフローネ（テオ、ルヴァ、医者、下士官A）
- ハーメルンのバイオリン弾き（客2、給仕、通信兵、兵士、村人、物見）
- 名犬ラッシー（鉱夫）

1997年
- VIRUS -VIRUS BUSTER SERGE-（ドクター、男C）
- 深海伝説MEREMANOID（上級魔導霊士、武器屋の主人）
- スーパーフィッシング グランダー武蔵（岩本編集長）
- 中華一番!（客B、回想優勝店店主、受験厨師、三笑楼の主人、イェン長老 他）
- 忍ペンまん丸（粘心）
- ネクスト戦記EHRGEIZ（船長）
- HARELUYA II BØY（現場監督、おでんや、画商、担任の先生、アツギ）
- みすて♡ないでデイジー（大尉）
- 名探偵コナン（1998年 - 2012年、トメさん、辻、山さん、教頭、根岸明雄 他）

1998年
- EAT-MAN'98（イワノフ、係官、研究者、賞金稼ぎ、村人）
- カウボーイビバップ（カルロス、ルーイ）
- ガサラキ（北嶋少佐、シチルバノフ大佐、ホイットマン、李、医療スタッフ 他）
- 時空探偵ゲンシクン（隊長）
- SHADOW SKILL -影技-（ドガ）
- 星方武侠アウトロースター（クレイド）
- 超魔神英雄伝ワタル（カナヅッチー、エコノミザウルス）
- デビルマンレディー（マスター）
- 南海奇皇（安藤純一、笹井秘書、仮面の男、刑事、通勤客、兵士、レポーター）
- ブレンパワード（クルーA、ノヴィスノア副官、輸送班員）
- ロスト・ユニバース（海賊B、機長）

1999年
- 金田一少年の事件簿（1999年 - 2000年、秋元和那の父、那国守彦、イルウ / 新藤雄一〈「OYAKATA」名義〉）
- ゴクドーくん漫遊記（アーサガパパ）
- GTO（担任、誘拐犯、仮面、先生）
- 週刊ストーリーランド（1999年 - 2001年、中年男、課長、検事2、警備員、B国代表 他）
- セイバーマリオネットJ to X（周舞）
- 星方天使エンジェルリンクス（ドック、クレイド）
- セラフィムコール（店主）
- ∀ガンダム（職員B、無線士A）
- 天使になるもんっ!（レストランロボ2号、エイリアンA）
- トラブルチョコレート（トメジュー）
- ポケットモンスター（1999年 - 2001年、市長、ハッサク、コナツのイワーク、ハガネール）
- 魔術士オーフェン Revenge（店主）
- 無限のリヴァイアス（セルゲイ・ベルコビッチ 他）

2000年
- アルジェントソーマ（作戦参謀）
- 犬夜叉（八衛門狸 他）
- 学校の怪談（レオの父）
- 機巧奇傳ヒヲウ戦記（丹兵衛、奈良原、和尚、芸者2、主人 他）
- サクラ大戦TV（客1、警官B、研究員A、紅蘭の父、青年 他）
- タイムボカン2000 怪盗きらめきマン（メトロ、おだてブタ、乗員A）
- はじめの一歩（2000年 - 2013年、八木晴彦） - 4シリーズ
- ファーブル先生は名探偵（店主、バルドー署長）
- ブギーポップは笑わない Boogiepop Phantom（編集長）
- BRIGADOON まりんとメラン（犬の飼い主）

2001年
- ヴァンドレッド the second stage（タラーク兵A）
- ガイスターズ FRACTIONS OF THE EARTH（ノーマン・ウェスタ、ハッチ、男A）
- 学園戦記ムリョウ（峯尾拳治、ハイン星人、宇宙人）
- 超GALS!寿蘭（2001年 - 2002年、菅沼、刑事）
- スクライド（ホーリー長官、イカワ・ケンイチ、斡旋者、売人）
- FF：U 〜ファイナルファンタジー:アンリミテッド〜（不毛A）
- RAVE（ディアハウンド、ブランク）

2002年
- あたしンち（2002年 - 2004年、栗田、解説者、男）
- おジャ魔女どれみドッカ〜ン!（ゆかりの父）
- 機動戦士ガンダムSEED（コジロー・マードック、タッド・エルスマン、輸送艦艦長）
- GetBackers-奪還屋-（保険社員）
- 攻殻機動隊 STAND ALONE COMPLEX（アーネスト・瀬良野）
- 十二国記（中将軍）
- 天使な小生意気（校長、美木の叔父）
- 天地無用! GXP（ダ・ルマー、長老）
- 東京ミュウミュウ（お金持ちな客）
- 花田少年史（2002年 - 2003年、近所の人、春彦の父、横溝の同僚）
- ぷちぷり*ユーシィ（神父）
- プリンセスチュチュ（モンタン）
- よばれてとびでて!アクビちゃん（管理人）

2003年
- アストロボーイ・鉄腕アトム（ジャズ、カーター）
- GAD GUARD（弁護士）
- ガングレイヴ（デカルト、ビスコー、スコット、ランディの部下）
- クラッシュギアNitro（PTA会長）
- 魁!!クロマティ高校（パチンコ屋の店員）
- 獣兵衛忍風帖 龍宝玉篇（蛇蝎）
- 出撃!マシンロボレスキュー（村良教授、管制長）
- SPACE PIRATE CAPTAIN HERLOCK（ヤス）
- ソニックX（リャン、パチャカマ、看守A）
- ダイバージェンス・イヴ（アイス屋）
- 高橋留美子劇場（医者）
- 探偵学園Q（海堂、管理人）
- BPS バトルプログラマーシラセ（藤本）
- マーメイドメロディー ぴちぴちピッチ（老人）
- プラネテス
- フルメタル・パニック? ふもっふ（龍神会B）
- らいむいろ戦奇譚（上級兵士）
- ロックマンエグゼ シリーズ（2003年 - 2006年、貴船誠心） - 4シリーズ
- ONE PIECE（エド）

2004年
- SDガンダムフォース（カオ・リン、グレードーガ）
- お伽草子（長老、おじさんB）
- かいけつゾロリ（おでん屋、警察署長）
- 機動戦士ガンダムSEED DESTINY（コジロー・マードック、艦長、司令官）※艦長はスペシャルエディションのみ
- 北へ。〜Diamond Dust Drops〜（亭主）
- KURAU Phantom Memory（管制官）
- ケロロ軍曹（男）
- 今日からマ王!（裁判長）
- 絢爛舞踏祭 ザ・マーズ・デイブレイク（グランパ）
- 神魂合体ゴーダンナー!! SECOND SEASON（執事）
- 砂ぼうず（小出水）
- デュエル・マスターズ チャージ（店主）
- To Heart 〜Remember my Memories〜（長瀬主任、セバスチャン）
- 光と水のダフネ（セルゲイ・フジヤマ）
- 火の鳥（役夫）
- 妄想代理人（蛭川雅美）
- MONSTER（2004年 - 2005年、医師A、代表者B、客B、リントナー父、カウフマン、キェファー）
- RAGNAROK THE ANIMATION（デイブン）

2005年
- ガラスの仮面（アテネ座支配人）
- GIRLSブラボー second season（四五六堂薬局店主）
- ガン×ソード（アナウンス、カジノの人）
- 機動新撰組 萌えよ剣 TV（鈴木左近）
- こてんこてんこ（長老）
- 新釈 眞田十勇士
- 創聖のアクエリオン（医者A、軍高官）
- ToHeart2（長瀬）
- トランスフォーマー ギャラクシーフォース（ランドバレット / アームバレット）
- トリニティ・ブラッド（ミマール）
- ふしぎ星の☆ふたご姫（レミント）
- BLACK CAT（カーゴ）
- まじめにふまじめ かいけつゾロリ（ベムル）
- MAJOR 2nd season（医者）
- MÄR-メルヘヴン-（モック、ジェイク）

2006年
- ブラック・ジャック（秘書）
- Project BLUE 地球SOS（執事）

### 劇場アニメ
1989年
- 機動警察パトレイバー the Movie（アナウンサー）

1992年
- らんま1/2 決戦桃幻郷! 花嫁を奪りもどせ!!（王譚）

1995年
- KAZU&YASU ヒーロー誕生
- ユンカース・カム・ヒア（写真屋）

1996年
- 映画 忍たま乱太郎（雲鬼）
- チョッちゃん物語（小林校長）

1997年
- クレヨンしんちゃん 暗黒タマタマ大追跡（平八）

1998年
- 機動戦士ガンダム 第08MS小隊 ミラーズ・リポート（デル）
- クレヨンしんちゃん 電撃!ブタのヒヅメ大作戦（士官）
- スレイヤーズぐれえと（見物人A）
- スレイヤーズごぅじゃす（兵士3）
- ドラえもん のび太の南海大冒険（海賊1）

1999年
- ドラえもん のび太の宇宙漂流記（管制官）
- のび太の結婚前夜（タクシードライバー）
- 名探偵コナン 世紀末の魔術師（鑑識課員）

2000年
- エスカフローネ（テオ）

2001年
- 犬夜叉 時代を越える想い（阿波の八衛門狸）
- カウボーイビバップ 天国の扉（カルロス）
- サクラ大戦 活動写真（賢人機関幹部）
- 名探偵コナン 天国へのカウントダウン（トメさん）

2002年
- 犬夜叉 鏡の中の夢幻城（阿波の八衛門狸）
- クレヨンしんちゃん 嵐を呼ぶ アッパレ!戦国大合戦（大蔵井家重臣）
- ドラえもん のび太とロボット王国（ドロイド兵B）
- 名探偵コナン ベイカー街の亡霊（ギャンブラー）

2004年
- 犬夜叉 紅蓮の蓬莱島（村人）
- スチームボーイ

2005年
- 名探偵コナン 水平線上の陰謀（トメさん）
- ロックマンエグゼ 光と闇の遺産（貴船誠心）

2011年
- スクライド オルタレイション TAO（イカワ）
- 劇場版アニメ 忍たま乱太郎 忍術学園 全員出動!の段（厚着先生、日向先生）

### OVA
1990年
- 新カラテ地獄変（部下B）
- CBキャラ 永井豪ワールド（アグウェル）
- デビルマン 妖鳥死麗濡編（アグウェル）

1991年
- 究極超人あ〜る
- 銀河英雄伝説
- 静かなるドン
- ロードス島戦記（アシュラムの部下）

1992年
- ゴリラーマン（ジュンロー）
- 創竜伝（1992年 - 1993年、共工 他）
- チャイナさんの憂鬱（男B）
- のぞみウィッチィズ（坂越）

1993年
- ザ・コクピット 音速雷撃隊（士官Ｂ）
- 爆炎CAMPUSガードレス

1994年
- 鬼切丸（族）
- GATCHAMAN（ミューレン議長）
- 覇王大系リューナイト アデュー・レジェンド（ソリッドの剣士）
- らんま1/2 SPECIAL よみがえる記憶（青年団A、オロチ）
- リカちゃんとヤマネコ 星の旅（猫先生）

1995年
- らんま1/2 SUPER 邪悪の鬼（そば屋）

1996年
- 機動戦士ガンダム 第08MS小隊（補給係B、通信士A、デル、バリー、整備兵）
- それゆけ!宇宙戦艦ヤマモト・ヨーコ（従業員）
- 時空冒険 ぬうまもんじゃ〜（村人A）

1997年
- ゲキ・ガンガー3 熱血大決戦!!（マッサカ将軍）
- 工業哀歌バレーボーイズ（北本）
- ジャングルDEいこう!（草薙五木）
- 沈黙の艦隊（柏原）

1998年
- ジオブリーダーズ（官僚）
- スレイヤーズえくせれんと（男A、野盗A）
- 聖少女艦隊バージンフリート（小野寺、シルクハット親分）
- MASTERキートン（コルス、売人）

1999年
- 青山剛昌短編集「ちょっとまってて」（校長）
- 青山剛昌短編集「夏のサンタクロース」（機長）
- サクラ大戦 轟華絢爛（中嶋親方）

2000年
- エクスドライバー（中年男）

2002年
- サクラ大戦 神崎すみれ 引退記念 す・み・れ（中嶋の親方）

2003年
- 機動新撰組 萌えよ剣（鈴木左近）
- 紺碧の艦隊（九鬼鷹常〈2代目〉）
- はじめの一歩 間柴vs木村 死刑執行（八木マネージャー）

### ゲーム
- らんま1/2 とらわれの花嫁（1991年、チャーシュー）
- 藤子不二雄Aの笑ゥせぇるすまん（部下B、泥棒、オカマB）
- ぼのぐらし（1995年、アライグマくんのおとうさん、しまっちゃうおじさん[要出典]）
- ポポロクロイス物語（1996年、マック、氷の魔王）
- 天外魔境 第四の黙示録（1997年、禅剛）
- 機動戦士ガンダム ギレンの野望（1998年、スレンダー、ネオジオン将校、連邦将校）
- ドラゴンフォースII -神去りし大地に-（1998年、ベダン）
- SDガンダム GGENERATION（1999年 - 2019年、スレンダー、コジロー・マードック） - 5作品[一覧 2]
- 機動戦士ガンダム（2000年、ジオン兵）
- 機動戦士ガンダム ギレンの野望 ジオンの系譜（2000年、スレンダー）
- ブレイブサーガ2（2000年、魔族参謀ゴーデス）
- 犬夜叉（2001年、八衛門狸）
- 機動戦士ガンダム ギレンの野望 ジオン独立戦争記（2002年、スレンダー、デル）
- 機動新撰組 萌えよ剣（2002年、鈴木左近）
- スパイダーマン2 エンターエレクトロ（2002年）
- 幻想水滸伝IV（2004年、コルトン）
- スーパーロボット大戦MX（2004年、ザリオス、ファルゴス）
- カウボーイビバップ 追憶の夜曲（2005年、カルロス）
- 義経英雄伝修羅（2005年、烏天狗 / 鎌田正近）
- ENCHANT ARM（2006年、トキムネ）
- 機動戦士ガンダム ギレンの野望 アクシズの脅威（2008年 - 2009年、スレンダー、デル）
- 機動戦士ガンダム 新ギレンの野望（2011年、スレンダー、デル）

### ドラマCD
- 英雄伝説III 白き魔女（エトナン王）
- 犬夜叉 地獄で待ってた七人隊!（八衛門狸）
- ガンドライバー（サッター）
- ガイア・ギア サウンドシアターCD
- 電脳戦機バーチャロン カウンターポイント009A EPISODE#16（アスコーン大尉）
- CROSS CHORD 〜天使たちの砦〜（タクシー運転手）
- 絢爛舞踏祭 オリジナルドラマ 武勇号DISC（グランパ）
- スクライド サウンド・エディション（手下1）
- っポイ!（ハート氏）
- 鉄拳 アナザーストーリー（ドン・サバティーニ、店主、サミュエル・チェン）
- 天体会議（物売り達）
- 天空のエスカフローネ オリジナル・ドラマCD「ジェチアの想い」（ナヴィオ）
- 東京ジュリエット
- 人形草紙あやつり左近 第1巻「屋根裏部屋の悪夢」（佐伯一彦）
- ニニンがシノブ伝 第3巻
- 覇王大系リューナイト CDシネマ1「ブラボー砦の決闘」（酒場の親父）
- ファルコム・スペシャルBOX'96（料理屋のおやじ）
- 新世紀GPXサイバーフォーミュラ SAGAII ROUND1 真実の一瞬（観客）

### ラジオドラマ
- しんみち家の人々内ドラマ「深海伝説マーメノイド」
- NHK-FM FMシアター「水族館」（1998年） - 田中徳夫

### 吹き替え

#### 映画
- アトランティック・プロジェクト（ジャスパー〈リック・ダコマン〉）
- エボリューション（デューク〈イーサン・サプリー〉）
- エンド・オブ・センチュリー（ジョン・ドゥ〈マイケル・ゼルニカー〉）
- S猟奇連続殺人（リー警部）
- 9000マイルの約束（バウドゥレクセル〈ハンス・ペーター・ハルヴァクス〉）
- コナン&レッドソニア（オトリ〈ダニー・ウッドバーン〉）
- コナン ラスト・ウォリアーズ（オトリ〈ダニー・ウッドバーン〉）
- ザ・インタープリター
- ジョーズ ※ソフト版
- スパイ・ゲーム ※テレビ東京版
- スカーレット・ディーバ（バリー）
- セブン ※テレビ朝日版
- タービュランス2（ウィルコックス）
- タイムコップ ネクスト・レベル2
- 第一目撃者
- ドラムライン
- 憑 TSUKI（悪魔祓い師〈林雪〉）
- 花咲ける騎士道（トランシュ＝モンターニュ〈ミシェル・ミューラー〉）
- ピノッキオ（プルチネッラ）
- ブレイブ（ルイス〈ルイス・ガスマン〉）
- みんなのしあわせ（エミリオ）
- 名誉と栄光のためでなく（メリース将軍〈ジーン・サーベイス〉）※DVD版
- リクルート
- ワンス・アポン・ア・タイム・イン・チャイナシリーズ（ウェン〈ケント・チョン〉）※ビデオ版
  - ワンス・アポン・ア・タイム・イン・チャイナ/少林故事
  - ワンス・アポン・ア・タイム・イン・チャイナ/八大天王
  - ワンス・アポン・ア・タイム・イン・チャイナ/無頭将軍
  - ワンス・アポン・ア・タイム・イン・チャイナ/理想年代

#### ドラマ
- GO! GO! ジェット（ラット〈トニー・マンチ〉）
- タイムマシーンにお願い
- マイ・スイート・メモリーズ（クリボン）

#### アニメ
- 長くつ下のピッピ（フリードフ）

### 舞台
- 劇団21世紀FOXの作品
- サクラ大戦歌謡ショウ - 中嶋親方 役

### その他コンテンツ
- 機動戦士ガンダム0079カードビルダー（デル）
- ロマントピア藤原京'95 カプコンパビリオン ストリートファイターII〜よみがえる藤原京〜（商人）

## 音響監督作品

### テレビアニメ（音響監督）
2006年
- ケモノヅメ

2007年
- GR-GIANT ROBO- ※三間雅文との連名
- Devil May Cry
- 魔人探偵脳噛ネウロ

2008年
- うちの3姉妹
- カオス;ヘッド -CHAOS;HEAD-
- かのこん
- ワールド・デストラクション 〜世界撲滅の六人〜

2009年
- こばと。 ※三間雅文との連名
- たまごっち!
- はじめの一歩 New Challenger ※第1話、第2話は三間雅文との連名
- RIDEBACK -ライドバック-

2011年
- イナズマイレブンGO ※三間雅文との連名
- IS 〈インフィニット・ストラトス〉 ※三間雅文との連名
- X-MEN ※三間雅文との連名
- ブレイド

2012年
- イナズマイレブンGO クロノ・ストーン ※三間雅文との連名
- たまごっち! ゆめキラドリーム

2013年
- イナズマイレブンGO ギャラクシー ※三間雅文との連名
- IS 〈インフィニット・ストラトス〉 2
- たまごっち! みらくるフレンズ

2015年
- かみさまみならい ヒミツのここたま ※第106話時点（2017年11月2日放送）において死去。第107話以降は飯塚康一が担当。
- 進撃!巨人中学校 ※第4話から、音響監督補佐
- 蒼穹のファフナー EXODUS ※第16話から、音響監督補佐

2016年
- こねこのチー ポンポンらー大冒険
- SHOW BY ROCK!! しょ〜と!!
- DAYS ※三間雅文との連名

2017年
- 鬼平 ※音響監督補佐

### OVA（音響監督）
- 茄子 スーツケースの渡り鳥（2007年）※三間雅文との連名
- 舞-乙HiME 0〜S.ifr〜（2008年）
- かのこん 〜真夏の大謝肉祭〜（2009年）
- 少女ファイト（2009年）
- “文学少女”今日のおやつ 〜はつ恋〜（2009年）
- “文学少女”メモワール（2010年）
- アベンジャーズ コンフィデンシャル: ブラック・ウィドウ & パニッシャー（2014年）※三間雅文との連名

### 劇場アニメ（音響監督）
- よなよなペンギン（2009年）※三間雅文との連名
- おまえうまそうだな（2010年）※三間雅文との連名
- 劇場版“文学少女”（2010年）
- 劇場版イナズマイレブンGO 究極の絆 グリフォン（2011年）※音響監督補
- 劇場版イナズマイレブンGO vs ダンボール戦機W（2012年）※音響監督補
- イナズマイレブン 超次元ドリームマッチ（2014年）※三間雅文との連名
- 映画かみさまみならい ヒミツのここたま 奇跡をおこせ♪テップルとドキドキここたま界（2017年）

### webアニメ（音響監督）
- ポケモンジェネレーションズ（2016年）

### ドラマCD（音響監督）
- “文学少女”シリーズ（2009年）
- コミック版NO.6#4 特装版　スペシャルドラマCD「西ブロックの日々」（2012年）